# アナザーゴッドハーデス - 奪われたZEUS Ver.
『アナザーゴッドハーデス - 奪われたZEUS Ver.-』（アナザーゴッドハーデス うばわれたゼウスバージョン）（英：Another God Hades）は、ミズホから発売されたパチスロ5号機。2014年4月24日に導入が開始された。『ミリオンゴッド』シリーズとしては6機種目（5号機では3機種目）にあたる。2019年12月に撤去された。
後継機として、『アナザーゴッドポセイドン』と『アナザーゴッドハーデス 冥王召喚』・『アナザーゴッドハーデス-解き放たれし槍撃ver.-』が、スピンオフとして本機のペルセポネをゆるキャラにしたGODシリーズでは初のA+RT機『アナターのワイフ ゆるせぽね』が、ハーデスをゆるキャラにしたAT機『アナターのオットはーです』がリリースされている。

## 概要
3枚掛専用機。これまでのミリオンゴッドシリーズと同様7をモチーフにしているが、同シリーズとは異なる世界観として登場。
『冥王降臨』というキャッチコピーを引っ提げ、元々ゼウスが座っていた玉座を奪い、その足元には髑髏が無数に転がっていたという世界観、単純明快なキャラクター設定が人気となり、後に続編である冥王召喚や、ゆるキャラのアナターシリーズが登場している。
本機では新しく紫7図柄とハーデス図柄が登場し、それぞれの役柄もそれに伴い変更された。また、前作の『ミリオンゴッド 〜神々の系譜〜 ZEUS ver.』と異なり、ART（アシストリプレイタイム）からAT(アシストタイム）に変更されより出玉感が増した。従来のシリーズ作品と同様にボーナスを搭載せず、「GOD GAME」のみで出玉を増やす仕様である。
1000円当たりの回転数はおおよそ30ゲーム前後。2015年現在、存在するAT機の中では旧内規定に属するものであり、2014年中ごろに新しく定められた新内規定から登場する高ベースAT機の前身である。
これまでのミリオンゴッドシリーズと圧倒的に違うのはAT性能がストック管理ではなくなり、ゲーム数管理になったこと。2015年4月6日に導入された『ミリオンゴッド 〜神々の凱旋〜』ではストック数管理になっていた。
本作の筐体は以降のユニバーサル系のパチスロにおいて「標準タイプ」となり、作品に合わせたカスタマイズが成されている（『〜神々の凱旋〜』や『バジリスク 〜甲賀忍法帖〜』シリーズなど）。パネルは通常の「ロゴバージョン」「冥王（ハーデスの顔がアップ）バージョン」に加え「ケルベロス（プレイヤーが一番ガッカリする「ジャッジメントでのケルベロスの足」がモチーフで「NO MORE DOG!（もう犬は勘弁）」と記されている）バージョン」「ペルセポネ（機種名が「アナザーゴッドワイフ・心奪われたHADES」になっている）バージョン」が存在する。

## 通常時・ゲーム性
これまでのシリーズと同じように液晶上には1～8とアルファベットのVが存在し、『1・3・5・7・V』のいずれかが液晶上で3つ揃えばATへと突入する。また同様に『7 7 7』はGOD図柄成立と同じ恩恵を得られ、『V V V』はジャッジメントストック（後述）が2つ以上確定となる。
これまでのシリーズとの大きな違いは、青7リプ連がATやCZの契機とはならない点。これについてはポセイドンやゆるせぽねも同様である。
本機は内部的にATの当選を左右するモードで管理されていて、小役成立時に移行抽選を行う。存在するモードは「低確A・低確B・通常・冥界・天国準備・天国A・天国B・超天国」の8つ。
それぞれAT当選率が異なり、各種確定役を除いて最も当たりづらいものが低確A・Bの1/25090.65（設定1,3の場合）天国準備の1/1/17119.34（設定2,4,5,6の場合）、当たりやすいのが超天国の1/19.02(全設定共通)である。
また各モードの特徴として低確Aは同モードをループしやすく、低確Bは上位モードに移行しやすい。共通して確定役以外からのAT当選はほぼ皆無に等しい。
天国準備はAT当選には期待できないものの天国へ移行しやすくなっており、天国AはAT当選度が高いものの通常モード以下に転落しやすい。天国Bは天国Aと同じAT当選率だが、転落率が緩和されており、また天国準備へ移行する可能性も十分望める。超天国は基本的には移行しないものとして考えてもらって差支えがないが、こちらに移行した場合、かなりの高確率でAT当選の期待が持て、また転落後も天国以上に滞在していることも十分有り得るハイチャンスなモード。
通常モードは低確A・Bと天国A・Bのちょうど中間あたりの立ち位置で、基本はこのモードを経由してモードの上下が行われる。
冥界モードは移行すること自体稀で設定5が最も移行率に優れているが、それでも一日に数回あるかどうかという程度。このモードのAT当選率自体もそこまで高いわけではないが当選時は他のモードと違い、ジャッジメントが必ずハーデス（後述）となり裏ループストック率も大きく優遇されるというモード。

## CZ（ヘルゾーン）概要
ATに当選しやすくなるチャンスゾーン（以下CZ)。主な当選契機はリプレイ。液晶上に鎖が発生すればCZの前兆濃厚となり、最終的に画面全体が鎖に覆われればCZ確定となる。
最短で5ゲーム、最長で15ゲームのCZであり、それぞれの区切りは5ゲーム間隔で、5ゲーム目にマックスベットボタンを押したときにCZが終了あるいは継続となり、5ゲーム目に左右の奇数図柄が異なった場合は継続が確定する。継続すればシナリオを参照してテーブルが決定される。
こちらも当選率がモードで管理されており、「低確・高確ショートA・高確ショートB・高確ミドル・高確ロング」の5種類あり、それぞれ当選率が異なる。基本的には低確に滞在し各種小役でモードが上がっていく。例外的に特定ゲーム数到達時にモード移行抽選が行われ必ず高確ショートA以上に移行し、800ゲーム到達時は高確ショートB以上が確定である。
各モードの役割としては基本は低確にずっと滞在している。高確ショートA以降時は低確に転落しやすく、またCZ当選時も同様に転落しやすい。高確ショートBは低確に転落しやすいが、CZ当選時は高確ショートAよりも転落しづらくなっている。
高確ミドルはCZ当選まで転落せず、また当選時も下のモードに転落しづらくCZの連荘に期待できる。高確ロングも同様にCZ当選までは転落せず、高確ミドルよりも下のモードに転落しづらいので前者よりも連荘しやすい特徴がある。
CZ中は各種小役でAT抽選を行い、それぞれの期待度を背景の色で示唆している。「青・黄・赤」の順でAT当選の期待が持て、それに伴って小役でのAT当選率も変わってくる。各色の期待度はおおよそ青で20％、黄色で33％、赤で50％、トータルしてCZ自体のAT当選期待度は25％前後である。CZ中は「シナリオ1～20・テーブル1～5」で管理されており、テーブル1は背景が青、2と3は黄、4と5は赤に対応している。
尚、AT中もこのCZに突入することがあり、BGMが異なる点以外に期待度はそれぞれ変わらない。

## AT「GOD GAME」
液晶の出目が「1・3・5・7・Vの3つ揃い」または、リールの出目が「紫7・ハーデス・GODの3つ揃い」、黄7の4連ないしダイヤ3連で当選が成立し、「ジャッジメント」を経由して「GOD GAME」が開始する。このうち「777」は「GOD」揃いとなり、1セット100ゲームの「GOD GAME」と残り3セット以上のジャッジメントストックがあることを示唆する。「VVV」は残り2セット以上のジャッジメントストックがあることを示唆する。
AT開始前は「ジャッジメント」で1セットの初期ゲーム数が決まる。出現率は「ケルベロス」＞「ペルセポネ」＞「ハーデス」となっており、いずれもモードで管理されている。通常時の紫7揃いでの当選時は「ケルベロス」が約3/4、「ペルセポネ」が約1/4の出現率となっているが、AT中の紫7揃いでは必ず「ペルセポネ」が出現する。また、冥王モードでの当選時や「ハーデス図柄揃い」、天井ゲーム数での当選では必ず「ハーデス」となる。尚、全回転フリーズでの当選時のみ「333」は「ペルセポネ」、「555」は「ハーデス」となり、ゲーム数上乗せも優遇されている。
1セットあたりの最低ゲーム数は、「ケルベロス」と「ペルセポネ」が50ゲーム、「ハーデス」が100ゲームであり、「ペルセポネ」と「ハーデス」ではカットインでの図柄揃いでゲーム数上乗せに期待出来る。「ケルベロス」はモードによってゲーム数が左右される。
AT中に当選した場合は、セットストックされずにジャッジメントを経由してゲーム数が上乗せされるが、AT中の「GOD」当選時は100G上乗せとジャッジメント数3個が上乗せされて、「GODステージ」へ移行する。
1セットあたりの獲得枚数はジャッジメントのゲーム数やAT中のゲーム数上乗せの有無によって左右されるので、大きなバラツキがある。とはいえ、5号機のAT機で、1ゲームあたり2.9枚という純増枚数はトップクラスであり、これまでの5号機ではまず成しえなかった20,000枚を超える放出は報告されている。
「GOD GAME」の抽選やゲーム数上乗せ抽選は内部モードに応じて毎ゲーム行われており、レア役当選（中段・右上がり揃い、青7リプレイの中段揃いなど）は内部モードが高いほど移行しやすいため当選期待度が上がる。
ステージは「オケアノス」「エリニュス」「ハーデス」「GOD（GOD揃いのみ）」の4種。「オケアノス」＜「エリニュス」＜「ハーデス」＜「GOD」の順でゲーム数上乗せに期待出来る。
ATが終了すると「プルートステージ」からのスタートとなり、32G以内の引き戻しゾーンとなる。この間に風が吹く演出が発生した場合は引き戻しの落選が確定する。50G以降で通常のステージへ移行する。

## アナターシリーズ
3神がゆるキャラとして登場するハーデスのスピンオフ作品。ゴッドシリーズ、アナザーゴッドシリーズからギャンブル性を削ぎ落とし、遊びやすくした仕様となっている。
アナターのワイフ ゆるせぽね
ペルセポネをゆるキャラにしたスピンオフ作品。5.9号機のA+RT機。
本作では、アナザーゴッドハーデスの演出を再現しているが、ゲームシステムは5.9号機のノーマル機に準拠した仕様になっている。指示機能を搭載しないため、有利区間の類はない。液晶は搭載しない。
ボーナスはGOD図柄揃い（最大203枚）、ピンク7図柄揃い（最大155枚）、異色7図柄揃い（最大47枚）の3種類。紫7図柄揃いはコンボフリーズ発生でGOD図柄揃いに昇格し、発生しなかった場合はピンク7図柄揃いが確定する。
GOD図柄揃いはボーナス＋700GのRTの恩恵があるため、RT中にボーナスを引くことで大量出玉の契機となる。RT中のGOD図柄揃いはRTゲーム数が残り700Gまで回復する。また、GOD揃いは、従来シリーズと比べて当選確率が1/1638（公式発表値）と高くなっている。
リアルボーナス機だが、図柄をそろえられなくても、バラケ目のような停止系のボーナス入賞パターンが豊富に搭載されており、実質適当押しでボーナスが入賞する。その場合、次ゲームでピンク7図柄揃いか異色7揃いのどちらかが自動で揃いボーナスがスタートする。
アナターのオット!?はーです
前作ゆるせぽねのパネルに描かれた「ゆるはーです」をメインキャラにしたスピンオフ作品。シリーズ初の6号機のAT機で、液晶搭載機。2020年9月登場。
前作登場したゆるせぽねに加えて、前作のタイトルに登場したケルベロスをゆるキャラにしたゆるべろすは、可愛くなったデザインにデフォルメされて登場している。また、冥王召喚で登場したタナトスがシリーズでは初登場。
基本的なゲームシステムや演出等は初代ハーデスを踏襲しているが、本作では奇数図柄が通常時は紫色、CZないしAT時は赤色となっている。また、H図柄が追加され、リプレイと特殊役はダイヤ履歴に表示される。本作では1000円あたり40G前後と6号機の中では低ベースとなっているが、コイン持ち自体はポセイドンや冥王召喚、前作ゆるせぽねとほぼ同じくらいの高ベースとなっている。
モードは、低確、通常、天国準備、天国に加えて、新たに闇天国が追加。闇天国は「ゆるちゃれ」でジャッジメント非当選時の一部で突入し、「へるぞーん」高確でかつ、最大100G+α消化でジャッジメントが当選する。
紫色の奇数図柄揃いまたはダイヤ4連以上、ギロチン演出成功で「ゆるちゃれ」が当選し、ダイヤ3連で「ゆるちゃれ」を抽選している。AT「GOD RUSH」の突入契機となる「ゆるちゃれ」は15G間の擬似ボーナスで、当選率が設定1でも1/199.2と非常に高くなっている。ゲーム開始時はゆるべろす、ゆるせぽね、ゆるはーですの順に並んでおり、ゆるべろすをスルーした時点でゆるせぽね以上が、ゆるせぽねをスルーした時点でゆるはーですが選ばれる。選ばれるキャラは、ゲーム開始時のガチ抽選ではなく、有利区間リセット後に抽選される犬モード・嫁モード・親父モードの滞在に左右される。通常時のヘカテの杖演出からの青7リプレイ否定や4・8・4、8・4・8の地獄目などはモード滞在を判別する上での判断材料となる。ゆるちゃれを突破するとAT「GOD RUSH」が当選する。
「へるぞーん」は基本的に5G間、最大で15G間のCZで、本作では1G前・6G前・11G前にタナトスが登場した場合は、数字の図柄が破壊されて上位の図柄が当選しやすくなっている。図柄破壊の効果は有利区間終了まで続くが、それまでに図柄が揃った場合は最初の状態にリセットされる。奇数図柄揃いでの当選時はジャッジメントでハーデスが選ばれる。
本作のAT「GOD RUSH」は純増約2.5枚で、基本ゲーム数40G+ジャッジメントの上乗せゲーム数が初期ゲーム数となる。ジャッジメントは、ゆるちゃれ経由で当選した場合は、ゆるせぽね以上が確定、ゆるはーですがゆるちゃれで選ばれた場合はゆるはーですが選ばれる。ゲーム数上乗せは10G間のST形式となっている。また、ジャッジメントの一部またはH図柄揃いで「GO TO HELL」に突入し、ジャッジメント1個がストックされ、ゲーム数上乗せの度にジャッジメントを抽選する。上位版のEXも用意され、上乗せの度にジャッジメントもストックされる。ジャッジメント終了時の一部でジャッジメントランプが点灯した場合は、ジャッジメントが1つ追加される。
AT時のモードは通常と高確のみで、スタート時は低確に滞在するが、数字煽りから奇数図柄ハサミ目で高確へ移行する。高確時は「ARE YURU READY？」表示煽りが頻発し、全表示されると前兆へ突入し、演出に成功した場合はジャッジメントが当選する。但し、前兆時に登場したキャラがジャッジメントで選ばれるわけではない。ジャッジメント終了後は高確からのリスタートとなり、規定ゲーム数消化後、通常へ転落する。
GOD当選は、ハーデスシリーズと同様に100GのGODステージ+ジャッジメント3回（全回転GOD当選時は5回以上）の恩恵がある。但し、GOD当選時のジャッジメントはゆるちゃれ経由での当選とは異なり、ゆるべろすも抽選対象となる。図柄揃いが中段以外も有効となったことにより、従来シリーズと比べて当選確率が1/6553.6（公式発表値）と若干高くなっている。
V揃いは、ジャッジメントのゲームシステム変更に伴い、冥王召喚の「ANOTHER LEGEND」からジャッジメント3回の恩恵に変更されている。
本作ではフリーズの種類が増加。お馴染みのブラックアウトフリーズ、全回転フリーズに加えて、寝室フリーズ、でちゃうフリーズが追加。寝室フリーズはブラックアウトフリーズと同じ恩恵、でちゃうフリーズは初代ハーデスのデジャヴフリーズ代替のため恩恵はジャッジメント当選のみで、前三者ほどの強い恩恵はない。また、冥王召喚に搭載されたラストフリーズ等は搭載されていないが、AT終了時に引き戻し抽選する「アナターのワイフチャンス」が搭載。「アナターのワイフチャンス」が当選した時点でジャッジメント当選+20GのATが確定。コンボフリーズ発生でジャッジメントはゆるせぽね以上が確定する。

## 後継機種

### 冥王召喚
『アナザーゴッドハーデス 冥王召喚』（アナザーゴッドハーデス めいおうしょうかん）は、2018年稼働。本作の正統後継機種にあたる。純増約2.0枚の5.9号機ART機。当初は6号機へのアップデートが予定されていたが、後継機である『アナザーゴッドハーデス-解き放たれし槍撃ver.-』との筐体交換にて対応予定となっている。
本作ではART「GOD GAME」当選確率が非常に重くなっている（1/737〜1/756.1）。そのため、中段黄7揃い等を引いて有利区間に入ってから内部モードを上げて「GOD GAME」の当選を目指すゲームシステムになっている。奇数図柄揃いで「GOD GAME」が確定する。通常時の有利区間120G以上経過で「ヘルグレイヴステージ」に突入した場合は後述のCZ『JUDGE OF THANATOS』高確と「GOD GAME」潜伏が同時に確定する。
前作との違いは、
- 通常時の黄7図柄連とダイヤ連の恩恵、子役履歴を廃止。ポセイドン同様に通常時においても共鳴ロックが発生するようになった。尚、子役履歴による抽選はTHE ENDステージを除くGG中のみ有効。
- ART当選時の初期ゲーム数は通常時は100G、ジャッジメント経由の場合は100G＋α。ART中のMB当選時はARTの残りゲーム数を減算しないが、『THE ENDステージ』のみ残り有利区間ゲーム数の関係でゲーム数を減算する。
- ヘルゾーンがCZから10G間の強MBに変更、ボーナス＋GG抽選の内容となった。ヘルゾーン中にGG当選した場合は、ART準備中に残りのゲーム数を消化する。尚、ART中の強MB当選時はヘルゾーンへは突入しない。
- CZ『JUDGE OF THANATOS』が追加。5G以内で図柄が揃った場合はジャッジメントを経由してGGスタートとなる。『JUDGE OF THANATOS』経由で当選した場合のジャッジメントは「ペルセポネ」以上が確定。通常時に「ヘルグレイヴステージ」へ突入した場合はCZの当選率が高くなっている。また、『JUDGE OF THANATOS』開始前は135図柄が表示されるが、V51図柄が表示されていればVテンパイが頻発し、V図柄揃いでジャッジメントは後述の『ANOTHER LEGEND』が確定する。
- ジャッジメントは従来のケルベロス、ペルセポネ、ハーデスに加えて、最上位の『ANOTHER LEGEND』が追加。『ANOTHER LEGEND』はV図柄揃い時は当選が確定、全回転フリーズでのGOD図柄揃いでジャッジメントの抽選確率で通常GOD当選よりも当選率が優遇されている。ジャッジメントのゲーム中はMBを除いて毎ゲームGGのゲーム数が上乗せされる上に、ハーデスのカットインが出た場合に冥王図柄と紫7図柄のダブル揃いが成立した時点で最低150G以上の上乗せが確定するなどのプレミアム仕様となっている。尚、前作とは異なり図柄揃いからのコンボフリーズが削除され、MB当選時は残りゲーム数の減算がストップ、強MB当選時は残りゲーム数の減算ストップに加えて10G間GGのゲーム数を上乗せする。
- GG中のステージは前作の「オケアノス」、「エリニュス」、「ハーデス」、「GOD」に加えて、「アイアコス」、「エリュシオン」、「THE END」が追加。アイアコスは通常ステージ、前作の3ステージはそれぞれケルベロス、ペルセポネ、ハーデスのカットインが発生しやすく、ゲーム数上乗せに期待出来る高確ステージ、エリュシオンは複合高確の最上位ステージ、GODステージはGOD当選時のみの専用ステージ、THE ENDステージは後述のラストフリーズ当選時や有利区間完走確定時のみの専用ステージである。
- GG中やジャッジメント等の上乗せで有利区間ゲーム数の完走がほぼ確定した場合にチャンスボタンが出現し、チャンスボタンを押すと「ENDING」が表示されてTHE ENDステージへ移行する。
- ART終了時に一部の確率で発生する『ラストフリーズ』が追加。当選時は『カノン』が流れて有利区間の残りゲーム数がGGのゲーム数となり、『THE ENDステージ』からスタートする。
- GOD図柄揃いの恩恵は前作と同じく100GのGODステージ＋ジャッジメント3回。本作ではGODステージ終了後に3回連続のジャッジメントを経由してGGがスタートするようになった。尚、GODステージではゲーム数上乗せ分は残りゲーム数には加算されず、100G消化後に獲得した上乗せゲーム数がジャッジメント3回分のゲーム数に上乗せされるようになった。
- 全回転フリーズは今作でも引き続き搭載されている。前作同様に3図柄揃いは紫7図柄揃い、5図柄揃いはハーデス図柄揃い、7図柄揃いはGOD揃いと同じ恩恵だが、前二者のジャッジメントは継続率の高いものが選ばれやすく、後者はジャッジメントで『ANOTHER LEGEND』の当選確率が約4分の1と優遇されている。尚、全回転GOD当選時はリールにもGOD図柄が揃うようになった。
- デジャヴフリーズが廃止。代わってシェイクフリーズやジャメブフリーズ等のショートフリーズが追加。

### 解き放たれし槍撃Ver.
『アナザーゴッドハーデス-解き放たれし槍撃Ver.-』（アナザーゴッドハーデス ときはなたれしそうげきバージョン）は、2023年4月稼働。『アナザーゴッドハーデス 冥王召喚』の後継機種にあたる。6.5号機のAT機。シリーズ初のコンプリート機能搭載機種で6段階設定。本機は『アナザーゴッドハーデス 冥王召喚』の筐体との交換での導入にも対応予定となっている。
本作の特徴は、
- 黄7図柄連が廃止されて青7図柄リプ連に変更。ダイヤ連の恩恵、通常時の子役履歴が復活。通常時とAT時で子役履歴を引き継ぐことが可能。尚、子役履歴による抽選は完走濃厚のTHE ENDステージでは無効。また、THE ENDステージを経由して「ヘルグレイヴステージ」に突入した場合、子役履歴はリセットされる。
- 本作のモードは、通常A・通常B・天国準備A・天国準備B・天国・冥界。本作では過去作の低確AとBが通常Aに、通常が通常Bに変更されている。
- ヘルゾーンが初代と同じゲームシステムに戻った。AT終了後200Gおよび400Gで高確に移行して抽選を行うほか、666G経過で必ず突入する。新たにクリスタルゾーンとハーデスゾーンも追加され、AT当選時のジャッジメントは前者がペルセポネ以上が、後者はハーデス以上が選ばれるようになった。
- AT当選時は5号機と同様、必ずジャッジメントを経由して初期ゲーム数が決まる。ジャッジメントの種類は前作冥王召喚と同じくケルベロス、ペルセポネ、ハーデス、ANOTHER LEGENDの4種類。ANOTHER LEGENDは金7昇格時に必ず1個以上のストックが付き、ラストフリーズ当選時のジャッジメントは当選確定。前作とは異なり、初当たりAT当選時にケルベロスが選ばれるようになった。ペルセポネ、ハーデスはST方式になり、図柄揃いで残りゲーム数が再セットされる。図柄揃い5回達成でジャッジメント1個ストックした上で一旦終了となり、ゲーム数消化後にストック分が放出される。
- 新たにAT時の上乗せ特化ゾーン「ブレイズゲーム」が追加され、タナトスフリーズが発生する度に上乗せゲーム数が倍となる。
- GOD図柄揃いの恩恵は前作と同じく100GのGODステージ＋ジャッジメント3回。本作では天井7揃いを含むGOD揃い時の一部で金7昇格が発生する。発生時は、3つのジャッジメントストックに加え、ANOTHER LEGENDが付くようになった。なお、この金7昇格は同一有利区間の差枚がマイナスになればなるほど発生しやすく、天井に近づくにつれて発生率が上がる。
- 本作では、GODステージ終了後にジャッジメントを1回ずつ行ってGGのゲーム数を消化する方式に戻っている。また、GG中にジャッジメントのストック分を獲得した場合は、GGゲーム数消化後にストック分を放出する方式に変更された。
- GG中のステージは、「アイアコス」が廃止され、「オケアノス」、「エリニュス」、「ハーデス」、「エリュシオン」、「GOD」、「THE END」。GODステージはGOD当選時のみの専用ステージ、THE ENDステージは有利区間完走確定時のみの専用ステージである。
- AT終了後は「ヘルグレイヴステージ」へ移行して引き戻し抽選を行う。本作のヘルグレイヴステージは、前作とは異なりAT終了後の引き戻し抽選に変更されたため、ATが当選しなかった場合は通常ステージへ転落する。
- 全回転フリーズは今作でも引き続き搭載されている。前作同様に3図柄揃いは紫7図柄揃い、5図柄揃いはハーデス図柄揃い、7図柄揃いはGOD揃いと同じ恩恵。前二者のジャッジメントは継続率の高いものが選ばれやすく、後者はジャッジメントで『ANOTHER LEGEND』の当選確率が優遇されている。本作ではゲーム数天井到達時の恩恵が全回転フリーズとなっており、液晶に準備目「3・5・7」が表示された後の次のゲームにて全回転フリーズが発生するようになった。
- AT終了後の一部で発生するラストフリーズは、当選時にジャッジメントで『ANOTHER LEGEND』当選に変更。
- 6.1号機以降の擬似遊戯復活に伴い、ジャッジメントにおいてペルセポネとハーデスでのコンボフリーズが復活。新たにタナトスフリーズが追加。